# Episodi di Squidbillies (quarta stagione)
La quarta stagione della serie animata Squidbillies, composta da 10 episodi, è stata trasmessa negli Stati Uniti, da Adult Swim, dal 17 maggio al 19 luglio 2009.
In Italia la stagione è inedita.
| nº | Titolo originale                       | Prima TV USA   |
| -- | -------------------------------------- | -------------- |
| 1  | Lerm                                   | 17 maggio 2009 |
| 2  | The Liar, the Bitch and the Bored Rube | 24 maggio 2009 |
| 3  | The Fine Ol’ Solution                  | 31 maggio 2009 |
| 4  | Anabolic-holic                         | 7 giugno 2009  |
| 5  | Confessions of a Gangrenous Mind       | 14 giugno 2009 |
| 6  | The Big Gay Throwdown                  | 21 giugno 2009 |
| 7  | Atone Deaf                             | 28 giugno 2009 |
| 8  | God’s Bro                              | 5 luglio 2009  |
| 9  | Reunited, And It Feels No Good         | 19 luglio 2009 |
| 10 | Not Without My Cash Cow!               | 19 luglio 2009 |

## Lerm
- Diretto da: Jim Fortier e Dave Willis
- Scritto da: Jim Fortier e Dave Willis

### Trama
La casa dei Cuyler viene improvvisamente distrutta da una navicella spaziale appartenente ad un alieno celeste di nome Lerm. Dotato di tecnologie avanzate, l'alieno si rivelerà essere scontroso e facilmente irascibile, mostrando un profondo odio verso gli Stati Uniti. Fa quindi amicizia con Early, che da subito lo introduce in città e gli consiglia di sposarsi con Lil anche per ottenere la residenza americana. Durante il matrimonio Lerm uccide Lil strappandola a metà e decide di recarsi in tribunale, dove svolge una manifestazione dichiarando "morte all'America". La manifestazione viene interrotta quindi da altre navicelle aliene che uccidono la folla e distruggono tutto.
- Altri interpreti: Shawn Coleman (Lerm).
- Sigla: Soilent Green.[1]

## The Liar, the Bitch and the Bored Rube
- Diretto da: Jim Fortier e Dave Willis
- Scritto da: Jim Fortier e Dave Willis

### Trama
Affascinato dai racconti del padre, Rusty chiede di leggergli un libro tuttavia, essendo analfabeta come tutta la sua famiglia, Early gli ordina di non portare né leggere libri. Mostrandosi più interessato a indossare un cappello del Gay Pride (di cui non riesce a leggere la scritta sopra) per rimorchiare delle ragazze, Rusty inizia a leggere di nascosto. Quando Early lo scopre, Rusty è sempre più determinato a leggere e il padre progetta di distruggere tutti i suoi libri, facendoli esplodere con una bomba insieme al figlio. Mentre Rusty è legato dentro casa, i protagonisti dei suoi libri preferiti arrivano in suo soccorso, liberandolo e permettendogli di andare a salvare la letteratura dai piani di Early. Nel frattempo, Early si rivolge a Dean Koontz in città per chiedergli di scrivere un biglietto sulla sua bomba, tuttavia quando Dean scopre i suoi intenti, al suo posto decide di consolarlo citando alcuni degli autori analfabeti più famosi al mondo. Quando lo Sceriffo incontra i due e li costringe sotto minaccia a imparare a leggere da un suo libro, vengono sparati tutti e tre da Rusty il quale, pensando di aver salvato la Fiera del Libro, si scopre essere stato ingannato da uno dei protagonisti dei suoi libri.
- Altri interpreti: Shawn Coleman.
- Note: La balena con le sembianze di Moby Dick che appare in soccorso di Rusty rompe la quarta parete, promuovendo per qualche frazione di secondo il secondo volume in DVD di Squidbillies, descrivendono tutte le caratteristiche sullo schermo mentre emette semplicemente il canto della balena.

## The Fine Ol’ Solution
- Diretto da: Jim Fortier e Dave Willis
- Scritto da: Jim Fortier e Dave Willis

### Trama
Early protesta contro gli immigrati clandestini, affermando che stanno rubando posti di lavoro agli americani. Tuttavia i messicani mostrano di essere molto più disposti a lavorare di loro.
- Guest star: Hugo Garcia, Carlos Guillen,
- Altri interpreti: Ricardo Duero, Miguel Espinosa, Cesar Martinez.
- Note: Nell'episodio è presente una bambola di Cheyenne Cinnamon and the Fantabulous Unicorn of Sugar Town Candy Fudge.

## Anabolic-holic
- Diretto da: Jim Fortier e Dave Willis
- Scritto da: Casper Kelly, Jim Fortier e Dave Willis

### Trama
Dopo essersi imbattuto in Thunderclap, un wrestler in pensione, Early lo sfida a combattere contro Rusty, che in realtà non vuole avere niente a che fare con lui. Per avere una possibilità, Early decide che Rusty deve iniziare ad allenarsi, somministrandogli una grande quantità di steroidi.
- Guest star: Mick Foley (Thunderclap), George Lowe (voce del promo sul wrestling).
- Altri interpreti: Brendon Small (dottore), Fred Armisen (Squid Jesus).

## Confessions of a Gangrenous Mind
- Diretto da: Jim Fortier e Dave Willis
- Scritto da: Jim Fortier e Dave Willis

### Trama
Rusty è curioso di sapere il passato dei suoi nonni. Tuttavia Granny racconta una lunga storia in cui è rimasta coinvolta per la maggior parte in atti sessuali con diversi uomini.
- Guest star: Stan Robak (Pompidov), Joshua Coleman.
- Altri interpreti: Fred Armisen (Squid Jesus).

## The Big Gay Throwdown
- Diretto da: Jim Fortier e Dave Willis
- Scritto da: Jim Fortier e Dave Willis

### Trama
Dougal County sta organizzando una festa per omosessuali. Mentre Early pensa che abbiano bisogno di un telo per proteggersi, lo sceriffo, che afferma di essere sotto copertura, si mostra coinvolto per la festa.
- Altri interpreti: Ned Hastings, Lala Cochran (madre dello Sceriffo), Nick Ingkatanuwat, Sketch MacQuinor, Judith Franklin (madre demoniaca dello Sceriffo).

## Atone Deaf
- Diretto da: Jim Fortier e Dave Willis
- Scritto da: Jim Fortier e Dave Willis

### Trama
Dopo essere stato fermato per guida in stato di ebbrezza, Early deve frequentare corsi di gestione della rabbia poiché la prigione è in fase di costruzione. Mentre combatte per continuare i suoi atti illegali, uno sfortunato incidente con una statua gli fa capire che la sua rabbia sta influenzando negativamente la sua vita. Si accinge quindi a scusarsi con tutti coloro a cui ha mai fatto torto.
- Altri interpreti: Shawn Coleman.
- Note: Nell'episodio, nella televisione viene trasmesso Cheyenne Cinnamon and the Fantabulous Unicorn of Sugar Town Candy Fudge.

## God’s Bro
- Diretto da: Jim Fortier e Dave Willis
- Scritto da: Jim Fortier e Dave Willis

### Trama
Dan Halen costruisce un acceleratore di particelle nella speranza che crei un buco nero in modo da potersi sbarazzare del corpo di una prostituta deceduta. L'intera città, guidata dal reverendo, protesta e si ribella, tuttavia l'acceleratore di particelle si accende e si apre un buco nero da cui esce il fratellastro di Dio, che lo chiude impedendo Dan Halen di risucchiare il mondo intero.
- Guest star: Mike Schatz (scienziato), A. Smith Harrison (Dott. Horny, narratore), Sean Watkins.
- Altri interpreti: Sketch MacQuinor.

## Reunited, And It Feels No Good
- Diretto da: Jim Fortier e Dave Willis
- Scritto da: Casper Kelly, Jim Fortier e Dave Willis

### Trama
I Cuyler hanno una riunione di famiglia e un membro della famiglia perduto da tempo, Durwood, porta sua moglie ei suoi figli dalla città per incontrarsi per la prima volta. Dopo aver trascorso un breve periodo con Early e Granny e aver fatto un giro della loro casa, Derwood decide che deve salvare Rusty da quella situazione. Sua moglie non è molto entusiasta dell'idea, tuttavia mentre Early sembra essere d'accordo, Lil gli ricorda che non riceveranno più un assegno dallo stato senza di lui.
- Guest star: Dan Triandiflou (Durwood Cuyler).
- Note: Nell'episodio, come in Atone Deaf, nella televisione viene trasmesso Cheyenne Cinnamon and the Fantabulous Unicorn of Sugar Town Candy Fudge.

## Not Without My Cash Cow!

Durwood e Fiona Cuyler mentre portano Rusty a casa loro

- Diretto da: Jim Fortier e Dave Willis
- Scritto da: Jim Fortier e Dave Willis

### Trama
Quando lo Sceriffo viene a portare l'assegno del governo per Rusty, Early gli dice che è stato rapito. Mentre i Cuyler crogiolano nell'attenzione dei media, pregano che Rusty venga restituito. Dopo aver tradito Durwood con sua moglie, Rusty viene rimandato a casa, ponendo fine al circo mediatico e con grande sgomento di Early.
- Guest star: Dan Triandiflou (Durwood Cuyler).
- Altri interpreti: Justin Fortier, Shawn Coleman, Granger Beem.
- Note: Il seggiolino apparso nell'episodio è un riferimento a Cheyenne Cinnamon and the Fantabulous Unicorn of Sugar Town Candy Fudge.